# マゴメド・アンカラエフ
マゴメド・アンカラエフ（英語: Magomed Ankalaev、ロシア語: Магомед Анкалаев、1992年6月2日 - ）は、ロシアの男性総合格闘家。ダゲスタン共和国テレトル出身。ファイトクラブ・アフマト所属。現UFC世界ライトヘビー級王者。UFCパウンド・フォー・パウンド・ランキング7位。

## 来歴
ダゲスタン国立大学時代にグレコローマンレスリングを始める。スポーツ学部を卒業後、コンバットサンボを始め、後にスポーツマスターの称号を授与された。その後、コンバットサンボと総合格闘技が類似していたため、総合格闘技に移行することを決意し、アマチュア総合格闘技のロシア国内選手権、世界選手権で王者となった。また、アマチュア総合格闘技で後のBellator世界王者ワジム・ネムコフとワレンティン・モルダフスキーに勝利している。

### 総合格闘技
2014年、プロ総合格闘技デビュー。ローカル団体で10戦10勝の戦績を残す。

### UFC
2018年3月17日、UFC初参戦となったUFC Fight Night: Werdum vs. Volkovでポール・クレイグと対戦。全局面で圧倒したものの、試合終了1秒前に三角絞めで逆転の3R一本負け。キャリア初黒星を喫した。
2018年9月15日、UFC Fight Night: Hunt vs. Oliynykでマルチン・プラフニオと対戦し、左ハイキックでダウンを奪いパウンドで1RKO勝ち。パフォーマンス・オブ・ザ・ナイトを受賞した。
2019年11月9日、UFC Fight Night: Zabit vs. Kattarでダルチャ・ランギアムブーラと対戦し、左前蹴りで3RKO勝ち。パフォーマンス・オブ・ザ・ナイトを受賞した。
2020年2月29日、UFC Fight Night: Benavidez vs. Figueiredoでイオン・クテラバと対戦し、開始38秒にスタンドパンチ連打でTKO勝ちを収めたが、レフェリーのストップを巡って論争が起こり、再戦が組まれることとなった。
2020年10月24日、UFC 254でイオン・クテラバと再戦し、カウンターの左ストレートでダウンを奪いパウンドで1RKO勝ち。パフォーマンス・オブ・ザ・ナイトを受賞した。
2021年2月27日、UFC Fight Night: Rozenstruik vs. Ganeでライトヘビー級ランキング8位のニキータ・クリーロフと対戦し、3-0の判定勝ち。
2021年10月30日、UFC 267でライトヘビー級ランキング8位のヴォルカン・オーズデミアと対戦し、3-0の判定勝ち。
2022年3月12日、UFC Fight Night: Santos vs. Ankalaevでライトヘビー級ランキング5位のチアゴ・サントスと対戦し、3-0の5R判定勝ち。
2022年7月30日、UFC 277でライトヘビー級ランキング5位のアンソニー・スミスと対戦し、パウンドで2RTKO勝ち。9連勝となった。
2022年12月10日、UFC 282のUFC世界ライトヘビー級王座決定戦でライトヘビー級ランキング3位のヤン・ブラホヴィッチと対戦し、1-1の5R判定ドロー。王座獲得に失敗した。海外のMMAメディアサイトの採点では25人中23人の記者がアンカラエフの勝利を支持した。
2023年10月21日、UFC 294でライトヘビー級ランキング7位のジョニー・ウォーカーと対戦。1Rにアンカラエフが反則であるグラウンド状態での顔面への膝蹴りを放ってしまい、ウォーカーは試合続行をアピールしたがドクターがストップを要請したためノーコンテストとなった。しかし、この医師の判断は物議を醸し、医師がウォーカーのダメージを確認するため「今どこにいる？」と質問したのに対し、ウォーカーは「砂漠にいる」と答えていたが、ダナ・ホワイトCEOは、ウォーカーの答えは「間違っていない」とし、医師のことを「経験が浅い」と批判、また以前からUFCで度々、言語の違いからレフェリーおよび医師と選手の間で意思の疎通に齟齬が生じることが起こっていたことから、改善していきたいと語った。
2024年1月13日、UFC Fight Night: Ankalaev vs. Walker 2でライトヘビー級7位のジョニー・ウォーカーと再戦し、右フックでダウンを奪いパウンドで2RKO勝ち。パフォーマンス・オブ・ザ・ナイトを受賞した。
2024年10月26日、UFC 308でライトヘビー級ランキング5位のアレクサンダル・ラキッチと対戦し、3-0の判定勝ち。試合後のインタビューでUFC世界ライトヘビー級王者アレックス・ペレイラにタイトル挑戦をアピールした。

#### UFC世界王座獲得
2025年3月8日、UFC 313のUFC世界ライトヘビー級タイトルマッチで王者アレックス・ペレイラに挑戦し、2R終盤に左フックを効かせるなど試合をコントロールし、プレッシャーをかけ続けて3-0の5R判定勝ち。王座獲得に成功した。

## 人物・エピソード
- 15歳の時に父親を亡くしており、アンカラエフは当時を「父親の支えが本当に必要な年齢だったので、私にとって最も辛い時期だった。家族の中で最年長の父が亡くなって、長男である私が家族を養うために一生懸命働かなければならなかった」と振り返っている[20]。
- マハチカラで「ANKL」というカフェを経営している[21]。
- 2025年3月、ダゲスタン共和国首長セルゲイ・メリコフ（ロシア語版）からダゲスタン共和国最高位の勲章を授与された[22]。

## 戦績
| 総合格闘技 戦績 | 総合格闘技 戦績 | 総合格闘技 戦績 | 総合格闘技 戦績 | 総合格闘技 戦績 | 総合格闘技 戦績 | 総合格闘技 戦績 |
| --------------- | --------------- | --------------- | --------------- | --------------- | --------------- | --------------- |
| 24 試合         | (T)KO           | 一本            | 判定            | その他          | 引き分け        | 無効試合        |
| 21 勝           | 11              | 0               | 10              | 0               | 1               | 1               |
| 1 敗            | 0               | 1               | 0               | 0               | 1               | 1               |

| 勝敗 | 対戦相手                     | 試合結果                                                     | 大会名                                                                  | 開催年月日     |
|      | アレックス・ペレイラ         | 試合前                                                       | UFC 320: Ankalaev vs. Pereira 2 【UFC世界ライトヘビー級タイトルマッチ】 | 2025年10月4日  |
| ○    | アレックス・ペレイラ         | 5分5R終了 判定3-0                                            | UFC 313: Pereira vs. Ankalaev 【UFC世界ライトヘビー級タイトルマッチ】   | 2025年3月8日   |
| ○    | アレクサンダル・ラキッチ     | 5分3R終了 判定3-0                                            | UFC 308: Topuria vs. Holloway                                           | 2024年10月26日 |
| ○    | ジョニー・ウォーカー         | 2R 2:42 KO（右フック→パウンド）                              | UFC Fight Night: Ankalaev vs. Walker 2                                  | 2024年1月13日  |
| －   | ジョニー・ウォーカー         | 1R 3:13 ノーコンテスト（反則の膝蹴りによるドクターストップ） | UFC 294: Makhachev vs. Volkanovski 2                                    | 2023年10月21日 |
| △    | ヤン・ブラホヴィッチ         | 5分5R終了 判定1-1                                            | UFC 282: Błachowicz vs. Ankalaev 【UFC世界ライトヘビー級王座決定戦】    | 2022年12月10日 |
| ○    | アンソニー・スミス           | 2R 3:09 TKO（パウンド）                                      | UFC 277: Peña vs. Nunes 2                                               | 2022年7月30日  |
| ○    | チアゴ・サントス             | 5分5R終了 判定3-0                                            | UFC Fight Night: Santos vs. Ankalaev                                    | 2022年3月12日  |
| ○    | ヴォルカン・オーズデミア     | 5分3R終了 判定3-0                                            | UFC 267: Błachowicz vs. Teixeira                                        | 2021年10月30日 |
| ○    | ニキータ・クリーロフ         | 5分3R終了 判定3-0                                            | UFC Fight Night: Rozenstruik vs. Gane                                   | 2021年2月27日  |
| ○    | イオン・クテラバ             | 1R 4:19 KO（左ストレート→パウンド）                          | UFC 254: Khabib vs. Gaethje                                             | 2020年10月24日 |
| ○    | イオン・クテラバ             | 1R 0:38 TKO（スタンドパンチ連打）                            | UFC Fight Night: Benavidez vs. Figueiredo                               | 2020年2月29日  |
| ○    | ダルチャ・ランギアムブーラ   | 3R 0:29 KO（左前蹴り）                                       | UFC Fight Night: Zabit vs. Kattar                                       | 2019年11月9日  |
| ○    | クリッドソン・アブレウ       | 5分3R終了 判定3-0                                            | UFC Fight Night: Błachowicz vs. Santos                                  | 2019年2月23日  |
| ○    | マルチン・プラフニオ         | 1R 3:09 KO（左ハイキック→パウンド）                          | UFC Fight Night: Hunt vs. Oliynyk                                       | 2018年9月15日  |
| ×    | ポール・クレイグ             | 3R 4:59 三角絞め                                             | UFC Fight Night: Werdum vs. Volkov                                      | 2018年3月17日  |
| ○    | セルソ・リカルド・ダ・シウバ | 1R 1:11 KO（パウンド）                                       | WFCA 43                                                                 | 2017年10月4日  |
| ○    | ワグナー・プラド             | 1R 3:33 KO（パウンド）                                       | WFCA 38 【WFCAライトヘビー級タイトルマッチ】                            | 2017年6月21日  |
| ○    | マキシム・グリシン           | 4R 1:13 TKO（左ハイキック→パウンド）                         | WFCA 30 【WFCAライトヘビー級タイトルマッチ】                            | 2016年10月4日  |
| ○    | アルツール・アスタコフ       | 5分3R終了 判定3-0                                            | WFCA 23                                                                 | 2016年6月11日  |
| ○    | ロイド・マーシュバンクス     | 1R 0:15 TKO（パウンド）                                      | WFCA 18                                                                 | 2016年4月9日   |
| ○    | ナディール・ブルハダロフ     | 1R 4:45 KO（パンチ）                                         | Supercup of Russia 2015                                                 | 2015年12月5日  |
| ○    | ドブレジャン・ヤグシムラドフ | 5分3R終了 判定3-0                                            | Oplot Challenge 103                                                     | 2014年10月18日 |
| ○    | ストラヒンヤ・デニッチ       | 5分3R終了 判定3-0                                            | Tesla Fighting Championship 4                                           | 2014年6月14日  |
| ○    | ワシリー・バビッチ           | 5分3R終了 判定2-0                                            | Oplot Challenge 96                                                      | 2014年1月18日  |

## 獲得タイトル
- WFCAライトヘビー級王座（2016年）
- 第20代UFC世界ライトヘビー級王座（2025年）

## 表彰
- UFCパフォーマンス・オブ・ザ・ナイト（4回）